# Robert Wall
Robert Wall (* 22. August 1939 in San José, Kalifornien; † 30. Januar 2022 in Los Angeles) war ein US-amerikanischer Schauspieler (v. a. Martial-Arts-Film) und Kampfsportler (Karate und Tang Soo Do).

## Leben
Wall lernte Okinawa-te-Karate bei Gordon Doversola. Weitere seiner Lehrer waren: Chuck Norris, Joe Lewis, Gene LeBell und die Machado-Brüder. Er besitzt den 9. Dan Schwarzgurt im Tang Soo Do und den 8. Dan Schwarzgurt in dem von Jon Bluming gegründeten Stil Kyokushin Budokai.
Ab 1972 wirkte er als Schauspieler an verschiedenen Film- und Fernsehproduktionen mit und übernahm Nebenrollen, oft als Kämpfer, in Filmproduktionen mit Bruce Lee und Chuck Norris. Bei weiteren Filmproduktionen war er als Stuntman beteiligt.
Ende Januar 2022 starb er im Alter von 82 Jahren.

## Filmografie (Auswahl)
- 1972: Die Todeskralle schlägt wieder zu (Way of the Dragon)
- 1973: Der Mann mit der Todeskralle (Enter the Dragon)
- 1974: Freie Fahrt ins Jenseits (Black Belt Jones)
- 1978: Bruce Lee – Mein letzter Kampf (Game of Death)
- 1981: Ninja, die Killer-Maschine (Enter the Ninja)
- 1985: Cusack – Der Schweigsame (Code of Silence)
- 1985: Invasion U.S.A.
- 1986: Feuerwalze (Firewalker)
- 1988: Hero (Hero and the Terror)
- 1992: Sidekicks
- 1994–2001: Walker, Texas Ranger (Fernsehserie, 14 Folgen)
- 2004: Sci-Fighter
- 2009: Blood and Bone
- 2018: Anatomy of An Antihero 3
- 2020: Anatomy of an Antihero: Redemption
- 2021: The Emissaries Movie